# Lambda Cancri
Lambda Cancri (19 Cancri) é uma estrela na direção da constelação de Cancer. Possui uma ascensão reta de 08h 20m 32.15s e uma declinação de +24° 01′ 20.5″. Sua magnitude aparente é igual a 5.92. Considerando sua distância de 419 anos-luz em relação à Terra, sua magnitude absoluta é igual a 0.37. Pertence à classe espectral B9.5V.